# 193 Ambrosia
193 Ambrosia este un asteroid din centura principală, descoperit pe 28 februarie 1879, de Jérôme Coggia. Numele său trimite la ambrozie, hrana zeilor din mitologia greacă.